# Jean-Baptiste Salomon
Jean-Baptiste Salomon, auch bekannt als Jean-Baptiste Deshaye (* 1. August 1713 in Reims; † 1767 in Paris) war ein französischer Geigenbauer des 18. Jahrhunderts.

## Biografie
Deshaye wurde 1713 in Reims als Sohn eines Geigenbauers geboren, der vermutlich auch sein Lehrer war.
1735 heiratete er Catherine de Rodé, mit der er kurze Zeit später nach Paris zog. Vermutlich war ein anderes Familienmitglied ‒ eventuell ein Bruder von ihm ‒ ebenfalls Geigenbauer, da noch bis 1773 Instrumente mit dem Handelsnamen „Salomon“ existieren, den Deshaye/Salomon verwendet hatte.
1748 starb seine Frau; er heiratete Barbe Marguerite Deshaies, die Witwe des Geigenbauers Jean Ouvrard. Jean-Baptiste übernahm dessen Werkstatt.
Die Familie umfasste einen Sohn, Jean, aus erster Ehe (geboren 1738, gestorben 1759) und Neffe und Nichte von Jean Ouvrard, Marie und Georges Cousineau.
Georges begann eine Lehre beim Instrumentenmacher Lejeune und wurde vor allem als Harfenmacher bekannt.
Barbe Marguerite starb 1752; Salomon heiratete erst im Jahre 1765 erneut, seine dritte Frau wurde Marie Cousineau.
Neben Geigen stellte Salomon/Deshaye auch Bratschen, Celli, Gitarren sowie zahlreiche andere Instrumente wie z. B. Violen d’amore her.

## Musiker
Einige Musiker, welche auf Salomon-Deshaye-Instrumenten spielen oder spielten:
- Mihai Cocea[2]
- Fabian Boreck[3]